# Madracis kauaiensis
Madracis kauaiensis är en korallart som beskrevs av Vaughan 1907. Madracis kauaiensis ingår i släktet Madracis och familjen Pocilloporidae. Inga underarter finns listade i Catalogue of Life.